# Wapen van Oldebroek

Het wapen van de gemeente Oldebroek

Het wapen van Oldebroek is het gemeentelijke wapen van de Gelderse gemeente Oldebroek. Het wapen werd op 11 juli 1855 bij besluit van de minister van Binnenlandse Zaken aan de gemeente verleend.

## Blazoen
De beschrijving luidde als volgt:
Een schild van zilver met 3 elzen bladeren van sinopel.
N.B.:
- De heraldische kleuren zijn zilver (wit) en sinopel (groen).

## Verwante wapens

Oldebroek in het schildhoofd van het wapen van polderdestrict Hattem.
Oldebroek als kwartier in het wapen van polderdestrict Noord-West Veluwe